# 小行星2129
小行星2129（2129 Cosicosi）是一颗绕太阳运转的小行星，为主小行星带小行星。该小行星于1973年9月27日发现。

## 轨道参数
小行星2129的轨道半长轴为2.1805214 UA，离心率为0.174。